# Festliches Nürnberg
Festliches Nürnberg (Festival em Nuremberg) é um curta-metragem dirigido por Hans Weidemann, que documenta o 8º e o 9º Reichsparteitag do NSDAP, conhecidos como Congresso da Honra e Congresso do Trabalho, respectivamente.
O filme tem 21 minutos, mostra imagens de Nuremberg a chegada do Führer, sua carreata na cidade, a cerimônia de abertura e desfiles da Wehrmacht.
Uma das cenas de destaque no documentário está na filmagem do desfile noturno com a técnica de iluminação projetada por Albert Speer, na qual foram posicionados mais de 130 holofotes ao redor do Campo Zeppelin criando o efeito chamado de "catedral de luz" .